# 第一代威靈東侯爵費爾曼·費爾曼-托馬斯
第一代威靈東侯爵費爾曼·費爾曼-托馬斯，PC，GCSI，GCMG，GCIE，GBE（英語：Freeman Freeman-Thomas, 1st Marquess of Willingdon，1866年9月12日—1941年8月12日），英國自由黨政治家，1913年至1918年任孟買總督，1919年至1924年任馬德拉斯總督，1926年至1931年任加拿大總督，1931年至1936年任印度副王及總督。
威靈東早年受教於伊頓公學和劍橋大學三一學院，在1913年轉往英屬印度任職以前，曾於薩塞克斯炮兵團服役15年，也曾於1900年至1910年任自由黨籍下議院議員。他在1910年、1924年、1931年和1936年先後獲英廷冊封為威靈東勳爵（Lord Willingdon）、威靈東子爵（Viscount Willingdon）、威靈東伯爵（Earl of Willingdon）和威靈東侯爵，他是英國歷史上至今最後一位獲冊封為侯爵的非皇室成員。
威靈東晚年獲英廷任命為五港總督，1941年逝世後獲奏准葬於西敏寺內。